# Leek (Groningen)
Leek (uitspraakⓘ) (Gronings: (De) Laik of De Lieke, Fries: De Like) is een dorp in de gemeente Westerkwartier, in de Nederlandse provincie Groningen.
Het ligt ten zuidwesten van de stad Groningen en ten noordoosten van Roden bij de grens met de provincie Drenthe. Het was tot 2019 ook een eigen gemeente, de gemeente Leek bestond uit meerdere dorpen.
Leek vormt samen met Midwolde, Tolbert en Nietap een kern met ruim 15.000 inwoners. Bijzonder is dat het centrum van het dorp direct grenst aan het in Drenthe gelegen dorp Nietap.

## Geschiedenis
Leek is ontstaan bij de schans die er in de Tachtigjarige Oorlog werd aangelegd. De naam is ontleend aan de beek de Lek (of Leke) en heet op kaarten uit het midden van de 19e eeuw nog "De Leek". De waterloop is het grenswater tussen de provincies Groningen en Drenthe. De plaats wordt ook nu nog wel De Leek genoemd, naar de zegswijze van de (oudere) inwoners: "Wij wonen op de Leek"..
De Friese wortels van het dorp Leek komen terug in de naam van het winkelcentrum 'Liekeblom', de Leeksterbloem vernoemd naar de prijs bij een schaatswedstrijd uit eerdere jaren rond De Li(e)ke en de boomwallen in het zogenaamde coulisselandschap die vroeger deel uitmaakten van uitlopers van de Friese Wouden.
In het centrum van Leek is een kleine kerk gevestigd, die als kapel van de vroegere bewoners van Nienoord kan worden beschouwd. De kerk van Nienoord is de kerk van Midwolde, waar zich ook het praalgraf van Carel Hieronymus van In- en Kniphuisen en zijn echtgenote Anna van Ewsum bevindt.
Tijdens de Tweede Wereldoorlog zijn er 72 joden weggevoerd uit Leek. Van hen werden 62 mensen bij een razzia op Sjabbat-avond 27 november 1942 opgepakt. van hen kwam slechts één vrouw uit de kampen terug. Op 27 november 2021 werd in de rozentuin van Nienoord een zaailing geplant van de Anne Frankboom.
In Leek is ook nog een oude joodse begraafplaats.
Aan de zuidkant van Leek, tussen Leek en Zevenhuizen, wordt sinds 2006 de wijk Oostindie aangelegd. Ten noorden van de autosnelweg A7 is het bedrijvenpark Leeksterveld in ontwikkeling.

## Cultuur

### Nienoord
De bekendste attractie is het landgoed Nienoord dat van oorsprong onder Midwolde valt, maar tegenwoordig als onderdeel van Leek wordt gezien. Op het landgoed ligt de borg Nienoord, waarin Museum Nienoord is gevestigd. Het begon in 1963 als Nationaal Rijtuigmuseum met een befaamde nationale collectie rijtuigen. Tegenwoordig wordt ook aandacht besteed aan de geschiedenis van Nienoord, Leek en omgeving. In de kasteeltuin ligt de schelpengrot.
Daarnaast is er een groot zwembad (deels overdekt, deels in de openlucht), een midgetgolfbaan en een windhondenrenbaan die in de winter als ijsbaan gebruikt wordt. Op de grote parkeerplaats is een infocentrum over het landgoed ingericht, waar onder meer een film over de historie van het landgoed wordt vertoond. Deze filmzaal wordt ook gebruikt door Filmhuis Nienoord, dat er vrijwel maandelijks films draait.
Op het landgoed Nienoord bevindt zich sinds 1955 openluchttheater Podium Nienoord. Dit wordt gebruikt voor uiteenlopende activiteiten: van kindervoorstellingen tot kerkdiensten, van toneelvoorstellingen tot popconcerten. Aan de rand van het landgoed is landgoedcamping Nienoord met Pannenkoekenburcht gevestigd. De middeleeuwse kerk van Midwolde is van een rijk interieur voorzien waaraan de relatie tot het landgoed en zijn bewoners goed is af te lezen.
Op het landgoed bevindt zich verder nog een familiepark met onder andere modeltreinen in verschillende schalen, kinderboerderij, een speeltuin en een overdekt gedeelte.

### Monumenten, kunst
In de gemeente zijn er een aantal rijksmonumenten en oorlogsmonumenten, zie:
- Lijst van rijksmonumenten in Leek
- Lijst van gemeentelijke monumenten in Leek
- Lijst van oorlogsmonumenten in Leek

### Media
Van 1907 tot 1999 werd door de plaatselijke uitgeverij Bronsema het weekblad Leekster Courant uitgegeven. Nadat het blad eerder al was overgenomen door Hazewinkel Pers, bleek het abonneebestand tegen het eind zodanig teruggelopen te zijn dat het niet langer lucratief was om door te gaan. Het weekblad had als doelgroep de inwoners van Noordenveld en Westerkwartier en was gespecialiseerd in het kleine menselijke nieuws.

### Evenementen
Elk jaar op pinkstermaandag is er de Pinkstermarkt met kermis die al op vrijdag begint. Deze jaarmarkt trekt vele duizenden bezoekers uit de verre omtrek.
Op het evenemententerrein aan de Tolberterstraat in Leek wordt jaarlijks in september een drafsportmeeting georganiseerd. Ten noordoosten van het dorp ligt het Leekstermeer (ook wel Zulthemeer). Vanaf dit meer kan men in de winter als er genoeg ijs ligt naar alle windstreken schaatsen.

### Sport
In verschillende buurten binnen en buiten het dorp bevinden zich een sportfaciliteiten, te weten:
- Sporthal Leek-Rodenburg, buurtnaam Rodenburg
- Sportpark Oostindie, buurtnaam Oostindie
- Top Sporthal Leek / Sportcentrum Leek, buurtnaam Diepswal
- Zwemkasteel Nienoord op het Landgoed Nienoord, buurtnaam Centrum Leek en omgeving

Leek telt verder de volgende clubs en verenigingen: IJsvereniging Leek, Loopgroep Nienoord, Tafeltennisvereniging Talero, Voetbalvereniging VEV '67, Voetbalvereniging VV_TLC, Tennisclub Nienoord, Korfbal vereniging Westerkwartier, Gymnastiekvereniging Tiga Leek, JTV turnvereniging Leek, Volleybal Vereniging Impala Leek, Honk- en softbalclub BSC Knights, Schaakclub Leek, Badminton Club Leek, en Zwemclub Aqualero.

## Verkeer en vervoer
Van 1913 tot 1948 had Leek een halte aan de tramlijn Drachten - Groningen. Bijzonder was dat de tram dwars door de hoofdstraat van het dorp liep. Na 1948 werd de tramlijn voor reizigersvervoer gesloten en vond over deze lijn alleen nog goederenvervoer plaats. Leek was vanaf dat moment voor openbaar vervoer volledig aangewezen op de autobus. Tot 2009 werden deze busdiensten uitgevoerd door Arriva (waar in 1999 de GADO in opging), per 13 december 2009 door Qbuzz.
In het kader van de Langman-gelden, bedoeld voor de economische ontwikkeling van Noord-Nederland is er sprake geweest van de aanleg van een spoorlijn Groningen - Heerenveen met de mogelijkheid dat de RegioTram Groningen ook naar Leek zou gaan rijden. In mei 2012 maakten de provincies Groningen en Friesland bekend dat de spoorlijn Groningen - Heerenveen er niet zou komen, omdat de spoorlijn nooit rendabel zou zijn. In september 2012 zette de gemeente Groningen het project RegioTram Groningen om financiële redenen stop.
Q-link werd in 2013 bedacht als vervanging voor de door de gemeenteraad van Groningen afgeblazen RegioTram. De meeste lijnen in het Q-link-net zijn gebaseerd op buslijnen zoals deze gepland waren in het Kolibri-plan. Voor Leek betekent dit de introductie van de Q-link lijn 3 (donkerblauw) die rijdt tussen Ruischerbrug (Groningen) en Leek/Oostindië en Leek/Tolbert. Om de Q-link aantrekkelijker te maken en te houden, werden er tal van forse investeringen gedaan (verbeteringen halteplaatsen, eigen OV-afrit vanaf de A7, P+R in Leek nabij de A7, busbaan richting Zevenhuizen/Oosterwolde). Op de lijn rijden elektrische bussen.

### Huidige buslijnen van Qbuzz
Buslijnen in Leek:
- Q-link lijn 3 (donkerblauw): Ruischerbrug - Lewenborg - Kardinge - UMCG Noord - Turfsingel - Hoofdstation - P+R Hoogkerk - afwisselend Leek-Oostindië / Leek-Tolbert
- lijn 83: Leek - Nietap - Roden - Langelo - Norg - Peest - Zeijen - Assen
- lijn 85: (Groningen - Midwolde -) Leek - Zevenhuizen - Een West - Haulerwijk - Haule - Oosterwolde
- lijn 417: Groningen - Hoogkerk - Peizermade - Peize - Roden - Leek - Midwolde - Hoogkerk - Groningen (nachtbus)
- lijn 589: Hoogkerk - De Poffert - Oostwold - Leek - Tolbert - Niebert - Nuis - Marum (buurtbus)

Buslijnen aan de snelweg bij het industrieterrein aan de A7 (P+R Leek A7):
- lijn 133: Groningen - Hoogkerk - Leek - Boerakker - Sebaldeburen - Grootegast - Doezum - Kornhorn - Opende - Surhuisterveen
- lijn 304: Groningen - Hoogkerk - Leek - Boerakker - Marum - Drachten (Qliner)
- lijn 404: Groningen - Hoogkerk - Leek - Boerakker - Marum - Drachten (nachtbus)
- lijn 417: Groningen - Hoogkerk - Peizermade - Peize - Roden - Leek - Midwolde - Hoogkerk - Groningen (nachtbus)

## Geboren in het dorp Leek
- Willem Tiberius Hattinga (1700-1764), geneesheer, tekenaar en cartograaf
- Jan Carel Ferdinand d'Aulnis de Bourouill (1811-1883), jurist, burgemeester, officier van justitie en procureur-generaal
- Gerhard Wilhelm van Lemel (1826-1859), burgemeester
- Johan Æmilius Abraham van Panhuys (1836-1907), Commissaris van de Koningin, vicepresident van de Raad van State, Minister van Staat
- Jan Smallenbroek (1852-1932), architect
- Tjeerd Hylkema (1888-1962), predikant
- Willem Jilts Pol (1905-1988), kunstenaar en kunstcriticus
- Jacob Alberda van Ekenstein (1917-1986), politicus
- Douwe Jan Elzinga (1950), hoogleraar staatsrecht
- Albert Rodenboog (1953), politicus, burgemeester gemeente Loppersum
- Tony Neef (1961), (musical)acteur, zanger, tekstdichter en stemacteur
- Jacqueline Poelman (1973), atlete
- Maria Kooistra (1975), actrice
- Martijn Middel (1984), nieuwslezer, journalist en radiopresentator
- Laura de Witte (1995), atlete

## Foto's

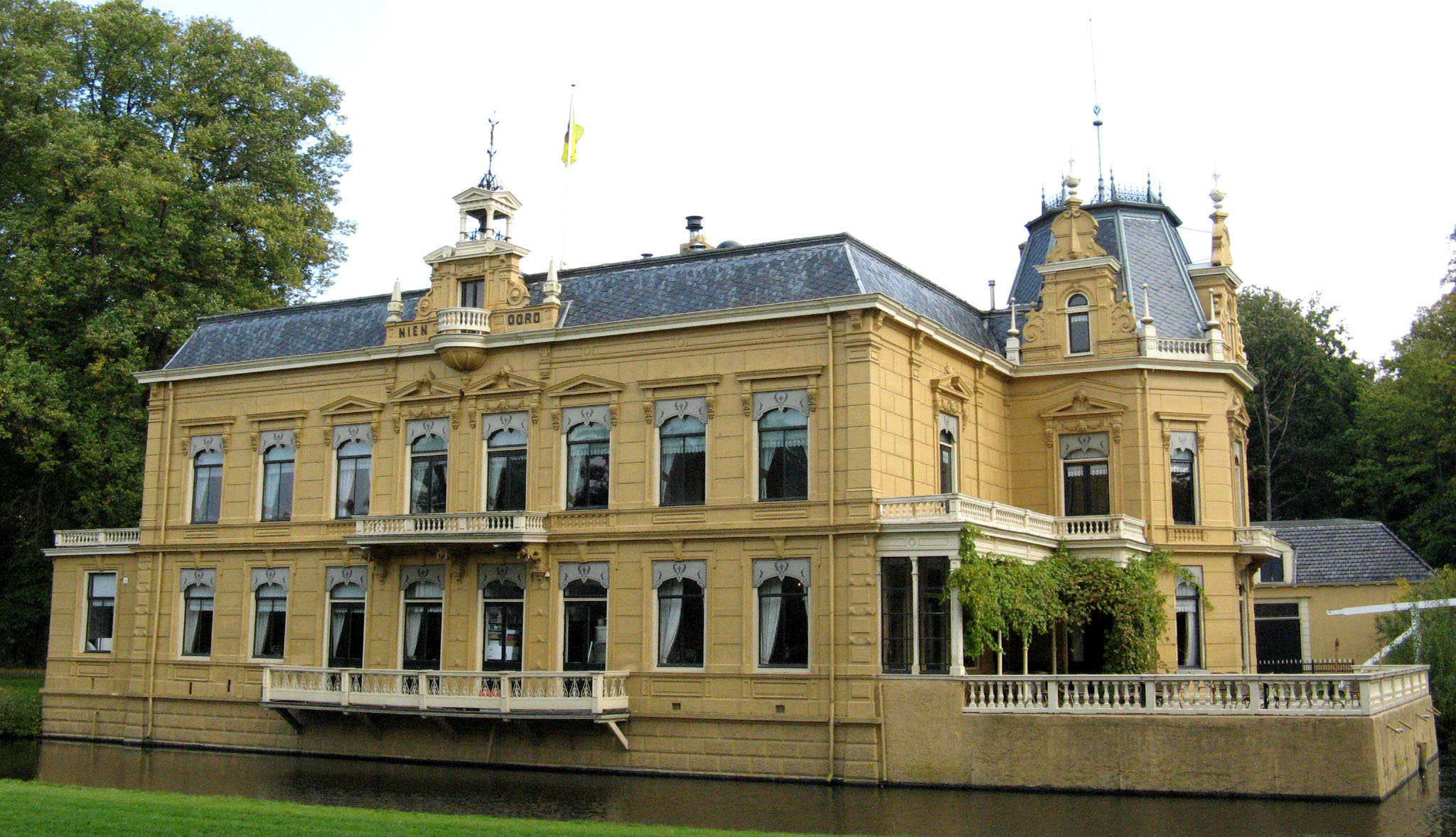
Borg Nienoord
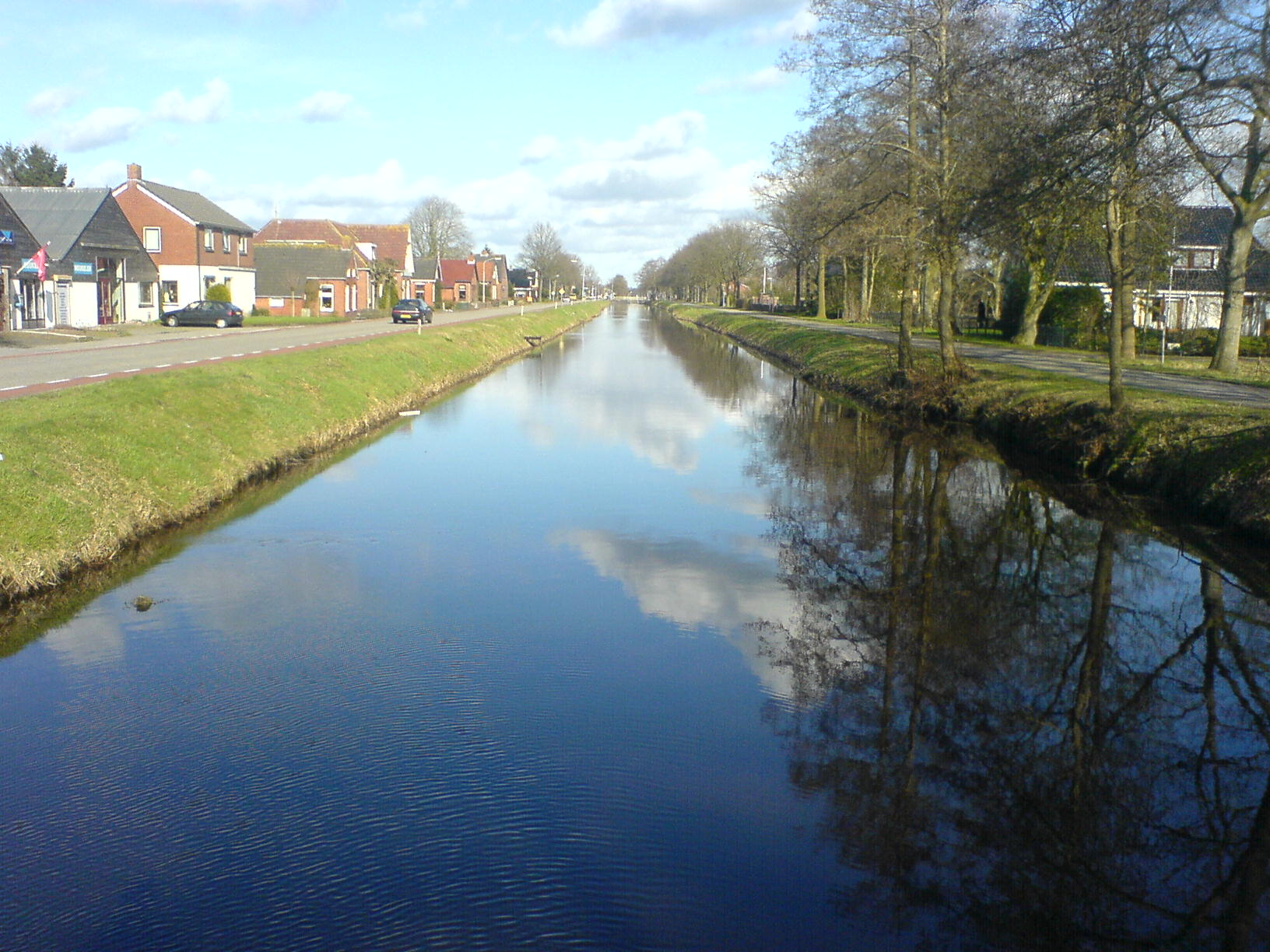
Het Leekster Hoofddiep
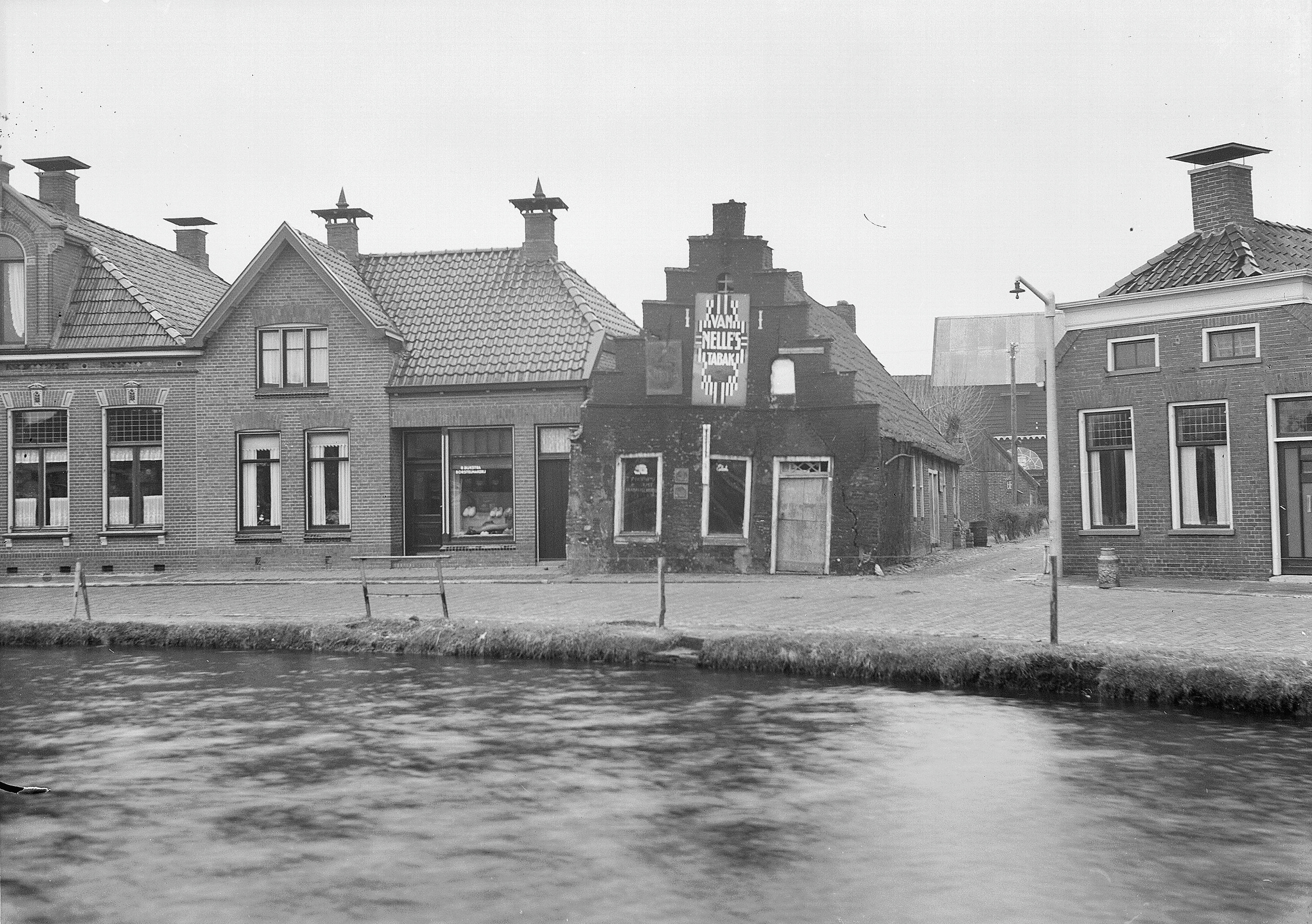
De Pulvertoren, een voormalig kruitmagazijn.
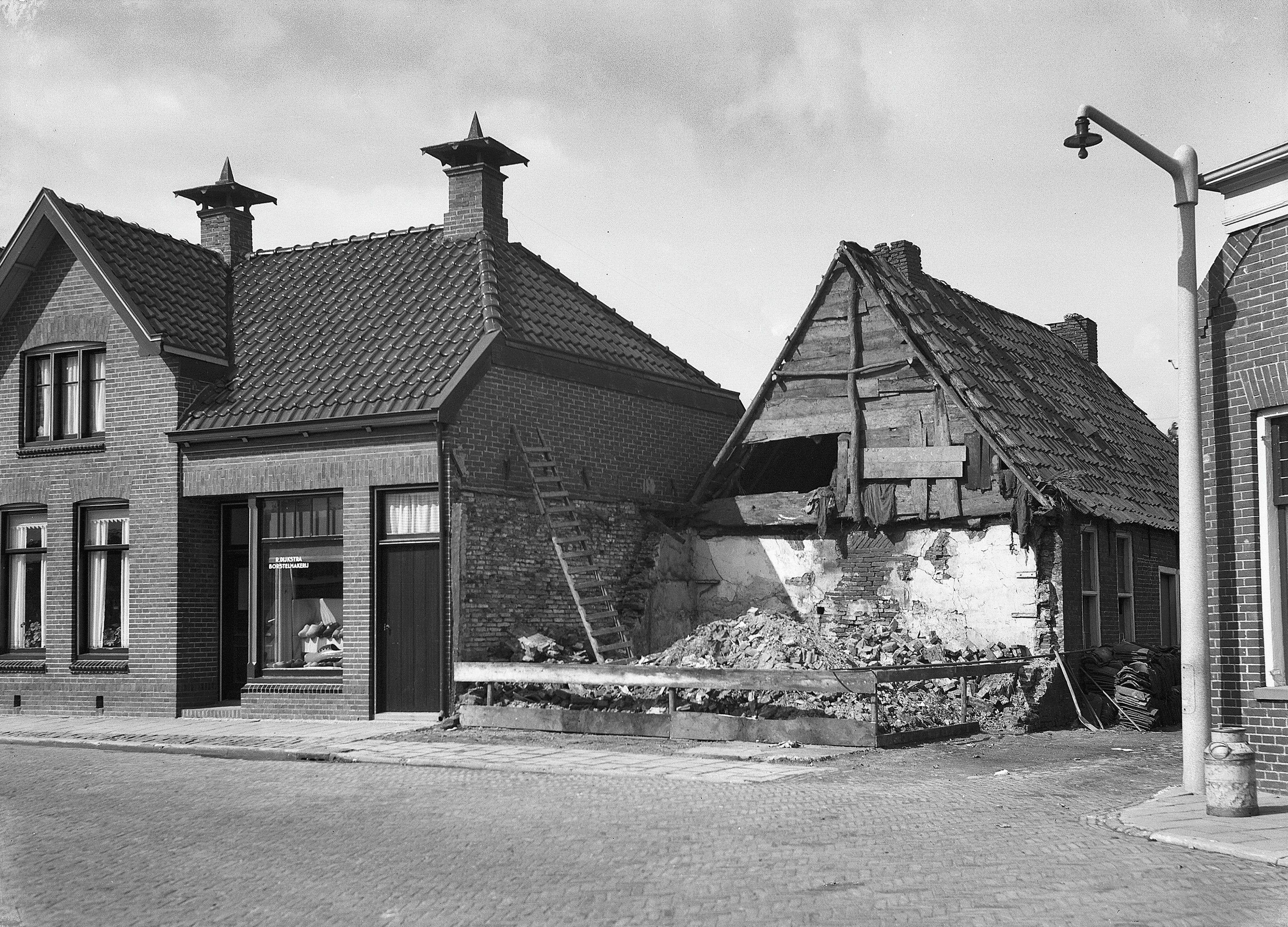
Nogmaals de Pulvertoren, nu nadat het gebouw is ingestort. Foto genomen in 1941